# Deltosoma guatemalense
Deltosoma guatemalense är en skalbaggsart som beskrevs av Bates 1880. Deltosoma guatemalense ingår i släktet Deltosoma och familjen långhorningar.
Artens utbredningsområde är:
- Guatemala.
- Honduras.

Inga underarter finns listade i Catalogue of Life.